# Abraham-Louis Perrelet
Abraham-Louis Perrelet (* 9. Januar 1729 in Neuchâtel; † 1826 ebenda) war ein Schweizer Uhrmacher und Erfinder. Er gilt parallel zu Hubert Sarton als Erfinder des automatischen Aufzugs für Taschenuhren mit Rotor und Wechsler.

## Leben und Wirken
Abraham-Louis Perrelet erzeugte als Sohn eines Landwirts und Zimmermanns bereits in frühen Jahren technische Bauteile für Uhrmacher in der Gegend um Le Locle. Nach seiner Ausbildung zum Uhrmacher beschäftigte er sich mit der Verbesserung der Ganggenauigkeit von Uhren und verbaute in seinen Taschenuhren unterschiedlichste Hemmungen wie Ankerhemmung und Duplexhemmung. Als Komplikationen verwendete er unter anderem Monatskalender und die Darstellung der Zeitgleichung.
Am 8. Juni 1777 schrieb der Physiker und Naturforscher Horace-Bénédict de Saussure in sein Tagebuch, dass er einen Herrn Perlet getroffen habe, welcher Uhren baut, die sich durch die Bewegung ihres Trägers aufziehen. Am 11. Juni 1777 berichtete de Saussure der Generalversammlung der Société des Arts de Genève von dieser Erfindung. Der automatische Aufzug des Lütticher Uhrmachers Hubert Sarton wurde am 23. Dezember 1778 der Pariser Akademie der Wissenschaften mitgeteilt.
Ausserdem gilt er als Erfinder der Wälzmaschine zum Nacharbeiten der Radzähne und des Planteur zur Justierung der Lager zwischen Werkplatte und Brücke bzw. Kloben. 1780 brachte Perrelet das erste Pedometer zur Vollendung.
Perrelet baute seine letzte Taschenuhr im fortgeschrittenen Alter von 95 Jahren. Sein Enkelsohn, Louis-Frédéric Perrelet (1781–1852), wurde 1823 französischer Hofuhrmacher.